# 忘却探偵シリーズ
「忘却探偵シリーズ」（ぼうきゃくたんていシリーズ）は、2014年10月に出版された『掟上今日子の備忘録』（おきてがみきょうこのびぼうろく）を始めとする西尾維新の推理小説シリーズ。イラストはVOFAN。すべて講談社BOX（講談社）より刊行されている。各巻のタイトルは「掟上今日子の○○○」となっており、「○○○」には、二語と一字で構成された紙媒体を指す三字熟語が入る。一部作品は文芸誌『メフィスト』が初出となる。2018年からは講談社文庫（講談社）から文庫版が出版されており、イラストはくろのくろが担当する。
寝ると記憶がリセットされる忘却探偵の掟上今日子が、依頼人から持ち込まれる事件を「ほぼ」1日で解決に導いていく推理小説。物語は主に冤罪体質の青年・隠館厄介が相棒役となる長編と、刑事が相棒役となる短編など語り部別に分かれている。
『月刊少年マガジン』2015年9月号から2017年4月号まで浅見ようによる漫画版が連載され、2015年10月から12月まで新垣結衣の主演でテレビドラマ化された。

## 制作背景
西尾は、『暦物語』のころからミステリーを書きたくなってきたと振り返っている。レトリックやダイアローグに凝った作品が多くなってきていたため、本シリーズはその辺りを抑えて書いているという。デビュー作『クビキリサイクル 青色サヴァンと戯言遣い』とは共通項が多いとも述べており、今日子が同作品の舞台となる島に呼ばれてもおかしくない人物であることに触れ、そういう意味でも原点回帰かもしれないと西尾は語っている。

## 登場人物
掟上 今日子（おきてがみ きょうこ）
本シリーズの主人公。置手紙（おきてがみ）探偵事務所の所長であり探偵。生年月日不明。自称：25歳。総白髪で、眼鏡をかけた美女。1日で記憶を失う（前向性健忘症の一種とされる）ため、「最速の名探偵」「忘却探偵」と言われている。
記憶を失う瞬間は厳密な24時間後ではなく、今日子が眠った瞬間に消える（睡眠薬等で強制的に眠らされた場合も同様）。目が覚めると自分の名前や職業すらも忘れている為、記憶のバックアップ機能として、手足や腹には自分自身の情報や事件の内容が彼女自身の手によりマジックペンで書かれており、また事件解決に必要とあらば何日でも徹夜することも辞さないが逆に今の知識や感情が推理の妨げとなる場合にはあえて眠って記憶をリセットする。1日以内だと記憶力は非常に優れている。
基本的には1日以内で解決できない事件は引き受けず、この体質ゆえに事前の依頼予約も受け付けないが、様々な可能性を検証する網羅推理型ながら解決速度は高く、このお陰で突発的な事件に巻き込まれる厄介にとって、五本の指に入る名探偵となっている。また体質を逆手に取った究極の守秘義務や依頼したという事実自体の隠蔽など機密性の高い事件にも向いており、警察など公的機関からの依頼も多い。
探偵事務所兼自宅は3階建てのビルで、応接間に辿り着くまで様々なセキュリティチェックを受けるため1時間かかる。謝礼などの金銭感覚はシビア。普段は地味な服装だが、浮かれると肌の露出が多い砕けたファッションになる。彼女を知る者の間では、一度着た服は二度と着ないと噂されている。
自身の記憶は、ある時期を境にそれ以降を失うようになったが、その時期は企業秘密としている。その時期以前については読んでいた本などの覚えている事柄があるが、自分が何者であったかは覚えていない。なお、身体を通した体験はこの体質になってからでも覚えていることがある。（厄介を助手にする傾向があるなど）
自身の寝室の天井には黒いペンキで太々と荒々しく、彼女の字ではない何者かの手跡で「お前は今日から、掟上今日子。探偵として生きていく。」と書かれており、朝ベッドから目が覚めた彼女の目に最初に入るようになっている。今日子はこの字に従って探偵を続けているため、この字を書いた者を探している。
2017年開催の「西尾維新大辞展」では、音声ガイドナレーションとして堀江由衣が今日子の声を担当する。
「〈物語〉シリーズ」とのクロスオーバー作品『混物語』にも登場する。「〈物語〉シリーズ」の舞台となる街の、隣街の美術館から盗まれた美術品を取り返す依頼を受け、犯人との交渉で犯人に関する情報を秘匿することと引き換えに返還することを認めさせ、調査中のメモと隠し場所のヒントを残し浪白公園で眠っていた。
「美少年シリーズ」第5巻『パノラマ島美談』の『白髪美』にも登場する。とある美術館で起きた美術品の窃盗事件に関して、偽りの推理を眉美に聞かせる。
隠館 厄介（かくしだて やくすけ）
第1巻以降の一部作品における語り部。25歳。身長：190センチメートル以上の巨漢。冤罪体質で、幼い頃からなぜか数多くの事件に巻き込まれ、なおかつ犯人と疑われるため気弱な性格になってしまっているが、悪い事や嘘を吐く事が出来無い性分。防衛策のため、様々な探偵に助けを求め続けており、今日子はその中の1人。また就職にも困り、（冤罪が原因で）職場を転々としている。
今日子に好意を寄せているが、彼女に依頼するたびに「初めまして」と挨拶されることに毎回少なからずショックを受けている。
自身が今日子の「ねじくれたファン」であることは、認めている。
親切 守（おやぎり まもる）
第2巻以降の一部作品における語り部。某警備会社社員。
とある美術館の警備を担当していた際、客として来館した今日子と出会う。
その後絵画にまつわるとある事件に関わり、紆余曲折の後に置手紙探偵事務所唯一の従業員（警護主任）として雇用される。
厄介のことをかなり危険視しており、置手紙探偵事務所の脅威となりかねない危険人物名簿にフルネームと住所、連絡先が記されている。

## 作品一覧
| 巻数 | タイトル           | 初版発行日付   | ISBN              | 初出 |
| ---- | ------------------ | -------------- | ----------------- | --- |
| 1    | 掟上今日子の備忘録 | 2014年10月14日 | 978-4-06-219202-6 | 書き下ろし |
| 2    | 掟上今日子の推薦文 | 2015年4月23日  | 978-4-06-219450-1 | 書き下ろし |
| 3    | 掟上今日子の挑戦状 | 2015年8月19日  | 978-4-06-219712-0 | メフィスト 2014 VOL.3、2015 VOL.1、2015 VOL.2 |
| 4    | 掟上今日子の遺言書 | 2015年10月6日  | 978-4-06-219784-7 | 書き下ろし |
| 5    | 掟上今日子の退職願 | 2015年12月17日 | 978-4-06-219906-3 | 書き下ろし |
| 6    | 掟上今日子の婚姻届 | 2016年5月17日  | 978-4-06-220071-4 | 書き下ろし |
| 7    | 掟上今日子の家計簿 | 2016年8月23日  | 978-4-06-220270-1 | 第一話：メフィスト 2015 VOL.3 第二話：メフィスト 2016 VOL.1 第三話・第四話：書き下ろし                                                                                       |
| 8    | 掟上今日子の旅行記 | 2016年11月16日 | 978-4-06-220376-0 | 書き下ろし |
| 9    | 掟上今日子の裏表紙 | 2017年6月1日   | 978-4-06-220576-4 | 書き下ろし |
| 10   | 掟上今日子の色見本 | 2018年1月17日  | 978-4-06-220875-8 | 書き下ろし |
| 11   | 掟上今日子の乗車券 | 2018年10月5日  | 978-4-06-513204-3 | 序文・第一枚：メフィスト 2016 VOL.3 第二枚：メフィスト 2017 VOL.1 第三枚：メフィスト 2017 VOL.2 第四枚：メフィスト 2017 VOL.3 第五枚：メフィスト 2018 VOL.1 序曲：書き下ろし |
| 12   | 掟上今日子の設計図 | 2020年3月16日  | 978-4-06-518990-0 | 書き下ろし |
| 13   | 掟上今日子の鑑札票 | 2021年4月22日  | 978-4-06-522792-3 | 書き下ろし |
| 14   | 掟上今日子の忍法帖 | 2022年6月8日   | 978-4-06-527703-4 | 書き下ろし |
| 15   | 掟上今日子の保険証 | 2025年4月16日  | 978-4-06-539105-1 | 書き下ろし |

| 巻数 | タイトル           | 初版発行日付  | ISBN              |
| ---- | ------------------ | ------------- | ----------------- |
| 1    | 掟上今日子の備忘録 | 2018年7月13日 | 978-4-06-512163-4 |
| 2    | 掟上今日子の推薦文 | 2019年1月16日 | 978-4-06-514312-4 |
| 3    | 掟上今日子の挑戦状 | 2019年7月12日 | 978-4-06-516534-8 |
| 4    | 掟上今日子の遺言書 | 2020年1月15日 | 978-4-06-518379-3 |
| 5    | 掟上今日子の退職願 | 2020年6月11日 | 978-4-06-519737-0 |
| 6    | 掟上今日子の婚姻届 | 2021年4月15日 | 978-4-06-523073-2 |
| 7    | 掟上今日子の家計簿 | 2022年4月15日 | 978-4-06-527652-5 |
| 8    | 掟上今日子の旅行記 | 2023年3月15日 | 978-4-06-530633-8 |
| 9    | 掟上今日子の裏表紙 | 2024年4月12日 | 978-4-06-535338-7 |

## プロモーション
第1巻『掟上今日子の備忘録』の刊行を記念して、「〈物語〉シリーズ」とのコラボレーションCMが2014年10月15日から配信された。脚本は西尾維新、アニメーション制作はシャフト、ナレーションは堀江由衣が担当。

## 評価
電子書籍配信サイト「BOOK☆WALKER」で2014年に行われた「2014 AWARD OF BOOK☆WALKER」では、第1巻が著者の初電子書籍で単刊にもかかわらず驚異的な売上を記録したことから「特別賞」を受賞した。また、同サイトの2014年の電子書籍ランキング・カテゴリー別ランキングでは「文芸」の第7位にランクインした。
同サイトで2015年に行われた「2015 AWARD OF BOOK☆WALKER」では文芸賞を受賞した。また、同サイトの2015年の電子書籍ランキングでは総合ランキングで第51位、カテゴリー別ランキングでは「文芸」の第3位にランクインした。
『このライトノベルがすごい!2017』掲載の2016年度版ランキング「単行本・ノベルズ部門」第9位。

## 漫画
『掟上今日子の備忘録』（おきてがみきょうこのびぼうろく）のタイトルで、『月刊少年マガジン』（講談社）にて2015年9月号から2017年4月号まで連載当時の最新作となる『掟上今日子の旅行記』までが第1シーズンとして連載。作画担当は浅見よう。
- 西尾維新（原作）・VOFAN（キャラクター原案）・浅見よう（作画） 『掟上今日子の備忘録』 講談社〈KCデラックス〉、全5巻
  1. 2015年10月16日発売[12]、ISBN 978-4-06-377343-9
  2. 2016年4月15日発売[13]、ISBN 978-4-06-377446-7
  3. 2016年8月17日発売[14]、ISBN 978-4-06-393024-5
  4. 2017年1月17日発売[15]、ISBN 978-4-06-393118-1
  5. 2017年4月17日発売[16]、ISBN 978-4-06-393180-8

## テレビドラマ
『掟上今日子の備忘録』（おきてがみきょうこのびぼうろく）のタイトルで、2015年10月10日から12月12日まで毎週土曜日21:00 - 21:54に日本テレビ系の「土曜ドラマ」枠で放送された。初回は21:00 - 22:09の15分拡大スペシャル。新垣結衣は日本テレビの連続ドラマ主演は初であった。
西尾維新の作品が実写化されるのは初めてであり、「最新シリーズの最速の実写化に感激です。」と西尾がコメントを寄せた。主人公・今日子は、原作に忠実な「白髪に眼鏡」姿。

### 制作
テレビドラマ化のオファーは、原作がまだ一冊目しか出ていない時点で行われた。

### キャスト
☆はドラマオリジナルキャラクター。なお、也川、幕間、絆井は原作者の西尾が命名している。
掟上 今日子（おきてがみ きょうこ）
演 - 新垣結衣
寝ると記憶がリセットされる「忘却探偵」。
謎が解けた時、厄介から「何か分かったんですか？」と問われたときに、「はい。僭越ながら。」と答えるのが定番。
隠館 厄介（かくしだて やくすけ）
演 - 岡田将生
幼い頃から何かと不運続きな男性。1990年生まれ。
今日子に想いを寄せる。
也川 塗（なりかわ ぬる）☆
演 - 有岡大貴（Hey! Say! JUMP）
アパルトマン兼カフェ兼服屋兼探偵斡旋所「サンドグラス」の従業員。普段は無表情だが、潜入捜査が得意で、変装次第でキャラが変わる。
幕間 まくる（まくま まくる）/態条 真来子（たいじょう まきこ）☆
演 - 内田理央
「サンドグラス」の従業員。可愛い容姿とは裏腹に、武術が得意。
絆井 法郎（きずない ほうろう）☆
演 - 及川光博
「サンドグラス」のオーナー。軽薄で捕らえどころがないが、謎めいた一面もある。白猫を飼っている。

#### ゲスト
複数話・単話登場の場合は演者名の横の括弧（）内に表記。
第1話
- 岐阜部 ながめ（笑井研究室研究員） - 中越典子
- 重信（作創社編集者・里井の担当） - 神保悟志（第5・7話）
- 紗流（里井のチーフアシスタント） - 映美くらら
- 蓮根 結子（笑井研究室副室長） - 霧島れいか
- 里井（漫画家） - 上野なつひ
- 誉田 英知（笑井研究室研究員） - 蕨野友也
- 笑井 航路（笑井研究室室長） - 三宅弘城

第2話
- 鯨井 留可（スイミングスクールのコーチ・元水泳選手） - 堀井新太
- 宇名木 九五（鯨井の旧友・水泳選手） - 篤海
- 遠浅 深近（刑事） - 工藤俊作（第4・5話・8話・最終話）
- 新米（遠浅の部下） - 岡村優（第4・5話・8話・最終話）

第3話
- 敷原（東洋美術館館長） - 相島一之
- 櫛部（東洋美術館警備主任） - 小松利昌
- 水本 櫓（画家） - 恩田括
- 剥井 陸（アトリエ荘1402号室住人・小学生） - 高木星来（第4話）
- 和久井 和久（額縁匠・アトリエ荘オーナー） - 山田明郷（第4話）
- 高橋（東洋美術館のスタッフ） - 柳下季里
- 山口（東洋美術館のスタッフ） - 松熊つる松
- 灘野 銘（ハローワーク台東の職員） - 金時むすこ

第4話
- 加賀 笙子（アトリエ荘202号室住人） - 入山法子
- 小柴 風太（アトリエ荘201号室住人） - 角田晃広
- 本竹 崇（アトリエ荘203号室住人） - 越村友一

第5話
- バイト君（作創社アルバイト） - 青木泰寛
- 須永 昼兵衛（推理小説家） - 原岡見伍（第7話）
- 須永昼兵衛の訃報をニュース速報で見た近所の女性 - たつづき久美、青木和代、呑山仁奈子、高崎佳世
- 須永昼兵衛が檀家になっている寺のお坊さん - 鈴木淳
- ニチニチテレビの記者 - 竹内義貴
- ニュース番組のリポーター - 川合千里

第6話
- 逆瀬坂 雅歌（私立五十嶺学園中等部3年D組の生徒） - 浅見姫香
- 山之上 茂美（私立五十嶺学園中等部3年D組の生徒） - 米山穂香
- 3年D組の生徒 - 佐々木七海、榎本実優、梅澤晴代、山田綺良々、松島愛華、小澤美優
- 学校司書 - 桜井聖
- 古本屋（無限古書店）の店主 - おかやまはじめ
- 店主の奥さん - 山下裕子
- 女性警官 - 高橋あゆみ、吉田沙保里〔スペシャルゲスト〕
- 三廻辺病院の看護師 - みむらえいこ

第7話
- 学生時代とOL時代の朝美 - 内山侑香
- 作創社の小中社長 - 八木岱士

第8話
- アパレルショプ「NASHORN」の社長（まーくん） - 森岡豊
- アパレルショプ「NASHORN」の店長 - 幸田尚子
- ミワチャン（アパレルショプ「NASHORN」のスタッフ） - 渡辺舞
- ウメチャン（アパレルショプ「NASHORN」のスタッフ） - 林愛夏（ベイビーレイズJAPAN）
- 屋根井 刺子（アパレルショプ「NASHORN」の常連客） - 手島優
- 今日子のことを知る男（第8話）、結納坂 仲人（株式会社縁結人の社長）、澤野 信二（第9話・最終話） - 要潤（第9話・最終話）
- 捜査一課長の奥様 - 石田ひかり

第9話
- 工藤（石臼挽き そば処和楽の店主・元探偵） - 菊池均也
- ヒナコ不動産屋店主・男女島 - 遠山俊也（最終話）
- 劇場版「名探偵めい子の事件簿」チラシ / 劇場版「名探偵めい子の事件簿PART2〜密室の抜き打ちテスト〜」ポスタービジュアル - ベッキー〔友情出演〕（最終話）
- 縁淵 良寿（株式会社縁結人の副社長） - 山中アラタ
- Drink Kitchenの店員 - 廣瀬智紀
- 死体役をしていた男 - 松井正樹

最終話
- 態条 空真（態条貿易創業者・会長) - 加島潤
- 十松（ヒナコ不動産屋のスタッフ） - 上村依子
- 片桐千里
- 橋本幸子

### スタッフ
- 原作 - 西尾維新「忘却探偵シリーズ」『掟上今日子の備忘録』『掟上今日子の推薦文』『掟上今日子の挑戦状』（講談社刊）
- 脚本 - 野木亜紀子
- 音楽 - 笹野芽実、末廣健一郎
- 演出 - 佐藤東弥、茂山佳則、小室直子
- 主題歌 - 西野カナ「No.1」（ナンバーワン）（ソニー・ミュージックレーベルズ / SMEレコーズ）
- オープニングテーマ - Goodbye holiday「溢れるもの」（avex trax）
- 音楽プロデュース - 志田博英
- 技術統括 - 木村博靖
- アクションコーディネート - FCプラン、大道寺俊典（代理）
- 協力 - NiTRo、日テレアート、日本テレビ音楽
- 編成 - 切田美伸
- 宣伝 - 境祐介
- 制作デスク - 山田雅子
- ラインプロデューサー - 鈴木香織
- チーフプロデューサー - 松岡至
- プロデューサー - 松本京子、森雅弘
- 制作協力 - AX-ON
- 製作著作 - 日本テレビ

### 評価（テレビドラマ）
ソニー・コンピュータエンタテインメント（SCE）のレコーダー用アプリ「トルネ」の「トル機能」を使用して行われるランキング「トルネ番付」では、10月分・11月分・12月分のいずれも3位となった。動画配信サービス「Hulu」のランキング「Hulu月間ランキング」国内ドラマ部門では10月度で2位、11月度・12月度で1位、2016年1月度・2月度で8位となった。
データニュース社が行っているアンケート「テレビウォッチャー」の満足度調査では、平均視聴率は10%未満だが同アンケートでの高満足度の基準とされる3.7以上（5段階評価）を記録した作品の1つとなった。

#### 受賞
- 第2回コンフィデンスアワード・ドラマ賞[31][32]
  - 主演女優賞（新垣結衣）

### 放送日程
| 各話                                                                       | 放送日   | サブタイトル                                                              | 原作               | 演出     | 視聴率 |
| -------------------------------------------------------------------------- | -------- | ------------------------------------------------------------------------- | ------------------ | -------- | ------ |
| 第1話                                                                      | 10月10日 | 僕が恋した白髪の美女探偵… 寝たら記憶を無くすので難事件も1日で解決致します | 掟上今日子の備忘録 | 佐藤東弥 | 12.9%  |
| 第2話                                                                      | 10月17日 | 忘却探偵に恋の罠… 水泳選手殺しの犯人は今日子さんの恋人!?                  | 掟上今日子の挑戦状 | 佐藤東弥 | 10.3%  |
| 第3話                                                                      | 10月24日 | 2億円の名画が破られた!? 忘却探偵が黒髪コスプレで潜入調査                  | 掟上今日子の推薦文 | 茂山佳則 | 10.9%  |
| 第4話                                                                      | 10月31日 | 忘却探偵vs天才37人命がけの名推理… 気絶させて推理を奪え!                   | 掟上今日子の推薦文 | 茂山佳則 | 10.2%  |
| 第5話                                                                      | 11月07日 | 忘却探偵が秋の絶景小旅行… 軽井沢でライバル刑事と推理合戦                  | 掟上今日子の備忘録 | 佐藤東弥 | 08.8%  |
| 第6話                                                                      | 11月14日 | 名門女子校で美少女が殺人!? セーラー服の忘却探偵に恋の予感                 | 掟上今日子の遺言書 | 小室直子 | 07.6%  |
| 第7話                                                                      | 11月21日 | 私を寝かせないで! 忘却探偵が秘密の同棲天国と地獄の5日間                   | 掟上今日子の備忘録 | 佐藤東弥 | 09.3%  |
| 第8話                                                                      | 11月28日 | 忘却探偵の正体は!? 過去知る謎の男…密室不可能殺人                          | 掟上今日子の挑戦状 | 茂山佳則 | 07.2%  |
| 第9話                                                                      | 12月05日 | 迎えに来たよ… 忘却探偵の婚約者が現れた あなたは誰                         | 掟上今日子の挑戦状 | 小室直子 | 09.2%  |
| 最終話                                                                     | 12月12日 | 愛してるから永遠にさよなら… 涙の結末忘却探偵の最後の恋                    | ドラマオリジナル   | 佐藤東弥 | 10.5%  |
| 平均視聴率9.7%（視聴率はビデオリサーチ調べ、関東地区・世帯・リアルタイム） |          |                                                                           |                    |          |        |